# Debin (Russia)
Debin (in lingua russa Дебин) è un centro abitato dell'Oblast' di Magadan, situato nello Jagodninskij rajon, sulle rive dell'omonimo fiume.